# جاناتان فیرث
جاناتان فیرث (انگلیسی: Jonathan Firth؛ زادهٔ ۶ آوریل ۱۹۶۷) بازیگر اهل بریتانیا است.
از فیلم‌ها یا برنامه‌های تلویزیونی که وی در آن نقش داشته است، می‌توان به لوتر، پمپئی: واپسین روز و ویکتوریا و آلبرت اشاره کرد.